# Clément Martin
Ne doit pas être confondu avec Martin Clemens (homme politique).
Pour les articles homonymes, voir Martin.
Pas d'image ? Cliquez ici

a Compétitions nationales et continentales officielles uniquement.

b Matchs officiels uniquement.
Dernière mise à jour le 29 juin 2025.
Clément Martin, né le 14 janvier 2005, est un joueur international français de rugby à XIII évoluant aux postes de centre ou d'ailier dans les années 2020.
Clément Martin pratique le rugby à XIII au centre de formation du Football club Lézignan. Il s'engage ensuite en 2024 au Montpellier HR en rugby à XV mais ne joue aucun match. Il s'engage alors pour Saint-Estève XIII catalan et remporte une Coupe de France en 2025 puis fait ses débuts en Super League avec les Dragons catalans.

## Biographie
Clément Martin est le fils de Stéphane Martin, ancien joueur du FC Lézignan dans les années 1990.
Clément Martin débute le rugby avec le centre de formation du FC Lézignan. Après une saison remarquée, avec 6 essais en 11 match, il est approché par les Sydney Roosters, les Leeds Rhinos, le Stade toulousain, l'USA Perpignan et le Montpellier Hérault Rugby,,.  Cependant, malgré un contrat signé avec le Montpellier HR, il signe le mois suivant un contrat professionnel de 2 ans et demi avec les Dragons catalans,. Il rejoint donc le Saint-Estève XIII catalan. Avec Saint-Estève, il marque un doublé face au Sporting olympique avignonnais XIII, en huitième de finale de la coupe. Il participe à la demi-finale contre le Toulouse olympique XIII et à la finale contre Albi Rugby League XIII. Il remporte Coupe de France 2025,. 
Début 2025, il effectue son premier match avec les Dragons catalans en amicale contre le Toulouse Olympique. Il y marque un essai. Il effectue son premier match de Super League contre Wigan Warriors, en remplacement à Nick Cotric, malade. La rencontre se termine par une défaite. Il enchaîne ensuite les feuilles de match contre les Huddersfield Giants et Wakefield Trinity. Il se distingue contre les Huddersfield Giants, où il marque un essai à la 59e minute. Ses performances du match, notamment marquées par 23 prises de balle, 130 m gagnés et 3 trois plaquages cassés lui permettent d’intégrer l'équipe de la semaine de la Super League. Il joue ensuite un match contre Hull KR, alors 1er de la saison régulière. 
Ses bonnes prestations lui permettent d’être sélectionné avec l'équipe de France -19 ans, en vue d'une tournée estivale. Avec cette dernière, il participe à un stage d’entraînement puis au Championnat d'Europe, où ils sont éliminés en finale 15 à 8 face à leurs homologues anglais,. 

## Palmarès

### En club
- Vainqueur de la Coupe de France en 2025 (Saint-Estève XIII catalan).
- Finaliste de la Coupe de France en 2024 (Football club Lézignan-Corbières)

### En sélection nationale
- Finaliste du championnat d'Europe des moins de 19 ans en 2024[3].

## Statistiques

### En club
| Saison | Saison                    | Championnat  | Championnat | Championnat | Championnat | Championnat | Championnat | Championnat | Coupe           | Coupe      | Coupe | Coupe | Coupe | Coupe | Coupe |
| Saison | Saison                    | Comp.        | Class.      | M           | Pts         | Ess.        | Buts        | Dp.         | Comp.           | Class.     | M     | Pts   | Ess.  | Buts  | Dp.   |
| ------ | ------------------------- | ------------ | ----------- | ----------- | ----------- | ----------- | ----------- | ----------- | --------------- | ---------- | ----- | ----- | ----- | ----- | ----- |
| 2024   | FC Lézignan               | Élite 1      | 5e          | 11          | 24          | 6           | -           | -           | Coupe de France | Finaliste  | -     | -     | -     | -     | -     |
| 2025   | Saint-Estève XIII catalan | Élite 1      | 3e          | 14          | 8           | 2           | -           | -           | Coupe de France | Champion   | -     | -     | -     | -     | -     |
| 2025   | Dragons Catalans          | Super League |             | 4           | 4           | 1           | -           | -           | Challenge Cup   | 1/2 finale | 0     | -     | -     | -     | -     |

### En sélection nationale
Ses bonnes prestations lui permettent d’être sélectionné avec l'équipe de France -19 ans, en vue d'une tournée estivale. Avec cette dernière, il participe à un stage d’entraînement puis au Championnat d'Europe, où ils sont éliminés en finale 15 à 8 face à leurs homologues anglais,.
Sélectionné dans un groupe élargi pour la confrontation contre l'Ukraine, il participe à la rencontre et marque un essai à la 73e,.
| Matchs internationaux de Clément Martin | Matchs internationaux de Clément Martin | Matchs internationaux de Clément Martin | Matchs internationaux de Clément Martin | Matchs internationaux de Clément Martin | Matchs internationaux de Clément Martin | Matchs internationaux de Clément Martin | Matchs internationaux de Clément Martin | Matchs internationaux de Clément Martin | Matchs internationaux de Clément Martin | Matchs internationaux de Clément Martin | Matchs internationaux de Clément Martin |
|                                         | Date                                    | Adversaire                              | Résultat                                | Compétition                             | Poste                                   | Points                                  | Essais                                  | Pen.                                    | Drops                                   |                                         |                                         |
| --------------------------------------- | --------------------------------------- | --------------------------------------- | --------------------------------------- | --------------------------------------- | --------------------------------------- | --------------------------------------- | --------------------------------------- | --------------------------------------- | --------------------------------------- | --------------------------------------- | --------------------------------------- |
| sous les couleurs de la France          |                                         |                                         |                                         |                                         |                                         |                                         |                                         |                                         |                                         |                                         |                                         |
| 1.                                      | 22 octobre 2024                         | Ukraine                                 | 74-8                                    | Qualif. CM                              | Ailier                                  | 4                                       | 1                                       | 0                                       | -                                       |                                         |                                         |